# عرج
العرج هو نوع من الشذوذ غير المتناظر للمشية. ومن أسباب العرج الألم، الضعف، الخلل العصبي العضلي أو تشوه الهيكل العظمي ومن الأسباب الأكثر شيوعا للعرج المؤلم هي الصدمات الجسدية ولكن في حالة عدم وجود أسباب أخرى خطيرة مثل التهاب المفاصل الصدمات، أو انزلاق كردوس الفخذ الرئيسي قد يكون موجودا. أسلوب التشخيص يعتمد علي استبعاد الأسباب الخطيرة المحتملة من خلال استخدام xrays، والعمل في الدم، والتطلع المشترك المحتمل. العلاج المبدئي يتضمن التحكم في الألم. العرج هو مشكله في حوالي 4 ٪ من الأطفال الذين يزورون قسم الطوارئ.

## تعريف
العرج هو نوع من الشذوذ غير المتناظر للمشية. عندما يكون السبب هو الألم يكون مسكن الأم المشي هو تقصير مده اتصال القدم المصابة مع الأرض ولكن في الحالات الشديدة قد يكون هناك رفض للمشي. وتشوهات الورك وما يرتبط بها من ضعف العضلات ومع المشي يميل الجسم ناحية الورك المصاب.

## اختلاف التشخيصات
أسباب العرج كثيرة ويمكن أن تكون خطيرة أو غير خطيرة. عادة ما ينتج إما من الألم أوالضعف أو الخلل العصبي العضلي، أو تشوه الهيكل العظمي. ومع ذلك السبب الكامن وراء في 30 ٪ من الحالات لا يزال مجهولا بعد عمل التحقيقات المناسبة. ومن أكثر الأسباب الشائعة المسببه لعرج الأطفال هي الصدمات الخفيفة وفي تاريخ هذه الإصابة 40 % بسبب الزليل عابرة و 2 ٪ هم من داء بيرتيس.

### العدوي
انتشار التهاب المفاصل
التهاب المفاصل يمكن أن يكون من الصعب فصله عن الظروف غير الخطيرة مثل داء التهاب الغشاء المفصلي. والعوامل التي يمكن أن تساعد علي اكتشاف التهاب المفاصل بدلا من الزليل هو عدد كريات الدم البيضاء يكون أكبر من 12 * 10 ^ 9 / لتر، ودرجة حرارة أكثر من 38,5 سيلسزيوس، ESR أكبر من40mm/hr و CPR أكبر من 2,0 ملغ / ديسيلتر، ورفض المشي. والأشخاص المصابين بالتهاب المفاصل تبدو عادة السمية سريريا أو مرضى. ولكن حتى في غياب أي من هذه العوامل يمكن أن يكون تفسخ التهاب المفاصل المفاصل مطلوب Joint aspiration لتأكيد التشخيص.
أخرى
أنواع العدوى الأخرى التي تؤدي تقليديا إلي العرج تشمل داء لايم (أ انتشار العدوى البكتيرية بواسطة قراده الغزلان) و العظم والنقي (عدوى تصيب العظام).

### الميكانيكية
الرضوض
الصدمات العرضية أو المتعمدة يمكن أنن تتسبب في حدوث كسر أو كدمات في العضلات. هذا هو السبب الرئيسي للعرج والإساءة المتعمدة للجسد يجب أن تؤخذ في الاعتبار
تراجع كردوس الفخذ الرئيسي
تراجع كردوس الفخذ الرئيسي (SCFE) هو الحالة التي تنزلق فيها ا الطبقة النامية من رأس عظم الفخذ على العظام الكامنة. وهو الأكثر شيوعا ويكون مع ألم الورك في الذكور خلال فترة البلوغ ويترافق مع البدانة.  وغالبية الناس حدث لهم عرج مؤلم وفي نصف الحالات كل من الوركين أصيبوا  وما يقرب من ربع سكان العلم يعانون من آلام في الركبة. العلاج يعتمد على عدم حمل الأوزان والجراحة لو لم يتم تحديده في وقت مبكر قد يحدث تنخر العظام أو ضرر رأس عظم الفخذ .
أخرى
والعرج غير المؤلم قد يكون راجعا إلى عدد من الشروط الميكانيكية منها خلل أنسجة الورك وإلاختلاف في طول الرجل.

### التهابي
عابر الزليل
عابر الزليل هو التهاب المفاصل التفاعلي في الورك لسبب غير معروف. الناس عادة ما تكون قادرة على المشي وعادية أو لديها حمى منخفضة الدرجة. أنها تبدو عادة غير سامة ومن ناحية أخرى صحية ولا يكفي التشخيص مرة واحدة لاستبعاد كل الأسباب الأخرى المحتملة. ومع العناية غالبا ما يتم علاجه خلال أسبوع.
الالتِهابٌ المَفْصِلِيٌّ الروماتويدي
```
الالتهاب المفصلي الروماتويدي (اJPR) الحالي يسبب تصلب في الصباح الباكر، والتعب، وفقدان الوزن.
[
4
]
```

### الأوعية الدموية
ليغ - كالف - بيرثيز المرض
ليغ - كالف - بيرثيز المرض هو مرض التنكسية من رأس عظم الفخذ والذي ينتج فقدان العظام والتشوه. وهو عاده ما يكون حاله مزمنة.

### الأورام
بما في ذلك سرطان الدم الليمفاوي الحاد، وعظمية ساركومة يوينغ والسرطان قد يؤدي إلى ظهور تدريجي لعرج الأطفال. وغالبا ما يصاحبه عرق خلال الليل، وفقدان الوزن، والألم غالبا ما يكون ليلا.

## طرق التشخيص
وغالبا ما يعتمتد تشخيص العرج على التاريخ، ونتائج الفحص السريري، التحاليل المخبرية، والفحص الإشعاعي. إذا كان العرج مؤلم ينبغي يتم فحصه في الحال وأما إذا كان العرج غير مؤلم يمكن أن يتم فحصه في وقت قريب. وفي حاله الأطفال الصغار يكون من الصعب تحديد مكان ألم في الساق وبالتالي في هذه الفئة يكون آلام الركبة تساوي آلام الورك. يمكن عادة استبعاد SCFE على الأشعة السينية من الوركين. والموجات فوق الصوتية أو xray guided aspiration يمكن أن تكون مطلوبة لاستتباع حالة العدوى داخل الفخذ أم لا.

## معدل انتشار داء كرون
```
وفي قسم الطوارئ في إحدى المستشفيات تكون حوالي 4% من حالات العرج من الأطفال وتكون حالات الإصابة في الفتيان غالبا ضعف الفتيات .
```